# Les Bébés de l'océan
Pour plus de détails, voir Fiche technique et Distribution.
Les Bébés de l'océan (Merbabies en VO) est un court métrage d'animation américain de la série des Silly Symphonies, coréalisé par Rudolf Ising et Vernon Stallings, produit par l'Harman-Ising Studio, pour Walt Disney, sorti le 9 décembre 1938. L'histoire est une suite océanique de Bébés d'eau (1935).
C'est la seule Silly Symphony officielle qui a été sous-traitée. La plupart des membres de l'équipe de production ne sont donc pas des employés de Disney, bien qu'il y ait des anciens de Disney au sein du studio Harman-Ising, Harman et Rudolf Ising les premiers.

## Synopsis
Les bulles et les algues à la surface de l'océan donnent naissance à des bébés d'eau, de petites sirènes. Elles jouent à la surface jusqu'à ce qu'elles entendent passer une fanfare, annonçant l'arrivée d'un cirque composé d'animaux marins. Le cirque comprend entre autres des clowns et un escargot-girafe.

## Fiche technique
- Titre original : Merbabies
- Autres titres[1] :
  -  France : Les Bébés de l'océan
  -  Suède : Cirkus på havsbotten, Djupt i havet, Sjöjungfrur
- Série : Silly Symphonies
- Réalisateur : Rudolf Ising[2],[3], Vernon Stallings[1]
- Scénario[3] :
  - Studio Disney : Pinto Colvig
  - Harmang-Ising Studio : Jonathan Caldwell, Maurice Day
- Animateurs[3] :
  - Supervision de l'animation[2] : Ben Sharpsteen, Dave Hand, Otto Englander, Walt Disney
  - Équipe principale : Lee Blair, Tom McKinson, Carl Urbano, James Pabian, Pete Burness, Mike Lah, Manuel Moreno
  - Équipe pour les scènes de parade : Tom McKinson, Carl Urbano, James Pabian, Mike Lah, Melvin Schwartzman, Rollin Hamilton, Francis Smith
  - Équipe pour les scènes de cirque : Manuel Moreno, James Pabian, Carl Urbano, Mike Lah.
- Décor : Art Riley, Don Schaffer
- Layout : Maurice Day, John Niendorff, John Smith
- Producteur : Walt Disney
- Production : Harman-Ising Studio pour Walt Disney Productions
- Distributeur : RKO Radio Pictures
- Date de sortie[1] : 27 mai 1938
- Autres Dates[3] :
  - Annoncée : 9 décembre 1938[2]
  - Dépôt de copyright : 7 décembre 1938
  - Première à New York : 23 au 29 mars 1939 au Radio City Music Hall en première partie de Elle et lui d'Leo McCarey
  - Première à Los Angeles: 30 décembre 1938 au 3 janvier 1939 au Grauman's Chinese Theatre et Loew's State en première partie de Amants de W. S. Van Dyke
- Format d'image : couleur (Technicolor[1])
- Son : Mono
- Musique[3] : Scott Bradley
  - Extrait de Chopsticks (1877) d'Arthur Lulli
  - Extrait de Scarf Dance (1896) de Cécile Chaminade
- Durée[3] : 8 min 34 s
- Langue : (en)
- Pays :  États-Unis

## Commentaires
Comme indiqué, ce court métrage est une production du studio Harman-Ising pour Disney. La raison est assez simple, le studio Disney devait produire encore quelques Silly Symphonies pour RKO, mais la production de Blanche-Neige et les Sept Nains (décembre 1937) requérait de plus en plus d'animateurs. En octobre 1937, Disney fit donc sous-traiter la production de Les Bébés de l'océan à d'anciens animateurs de son studio, Hugh Harman et Rudolf Ising. En échange de ce contrat financier pour le studio Harman-Ising qui en manquait alors, Disney put utiliser les employés du studio pour renforcer ses équipes sur Blanche-Neige et les Sept Nains.